# محمد تاج
محمد تاج (انگلیسی: Mohammad Taj؛ زادهٔ ۱۹۴۲) یک کشتی‌گیر اهل افغانستان است.
وی در وزن ۹۰ کیلوگرم کشتی آزاد بازی‌های المپیک تابستانی ۱۹۸۸ شرکت کرده است.